# WindSeeker
WindSeeker ist ein 90 m Kettenkarussell in mehreren Six Flags-Parks. Die Fahrgeschäfte sind WindSeeker-Modelle von Mondial Rides. Sie wurden zur Saison 2011 in Canada's Wonderland in Ontario, Cedar Point und Kings Island in Ohio sowie Knott's Berry Farm in Kalifornien eröffnet. Carowinds in North Carolina und Kings Dominion in Virginia eröffneten ihre WindSeekers im Jahr 2012. Die ersten vier kosteten jeweils 5 Millionen US$, während die restlichen zwei jeweils 6,5 Millionen Dollar kosteten. Cedar Fair (jetzt Six Flags) verlegte den Knott's Berry Farm WindSeeker 2014 nach Worlds of Fun, wo er als SteelHawk wiedereröffnet wurde.
Die dreiminütige Fahrt besteht aus 32 schwebenden Doppelsitzen – insgesamt 64 Sitze –, die sich um einen zentralen Turm drehen. Alle vier WindSeekers wurden mit einem Beleuchtungspaket ausgestattet. Dieses besteht aus LED-Lichtstreifen an den Armen, die die Schaukeln tragen, und (mit Ausnahme von SteelHawk) aus farbigen Flutlichtern, um die Türme von oben zu beleuchten.
WindSeeker in Canada's Wonderland war der erste der vier Parks, der am 24. Mai 2011 eröffnet wurde. Probleme kurz nach der Eröffnung der Attraktion führten zu einer Schließung wegen Reparaturarbeiten; die Attraktion wurde einige Wochen später wiedereröffnet. Die zweite WindSeeker-Attraktion wurde am 14. Juni 2011 in Cedar Point für die Öffentlichkeit geöffnet, gefolgt von der dritten in Kings Island am 21. Juni 2011, und der vierten in Knott's Berry Farm im August 2011. In der folgenden Saison wurden die fünfte WindSeeker-Attraktion am 31. März 2012 in Carowinds' eröffnet, zusammen mit der sechsten in Kings Dominion am 6. April 2012.
Am 21. September 2012 gab Cedar Fair als Reaktion auf zwei Vorfälle bei Knott's Berry Farm die vorübergehende Schließung aller WindSeekers bekannt. Alle Anlagen, mit Ausnahme von Knott's Berry Farm, wurden später wiedereröffnet. Die Knott's Berry Farm-Anlage blieb geschlossen und wurde schließlich nach Worlds of Fun verlegt.

## Geschichte
Im August 2010 deuteten mehrere Vergnügungsparks von Cedar Fair auf ihren Facebook-Seiten häufig auf die Eröffnung einer neuen Attraktion im Jahr 2011 hin. Am 24. August 2010 kündigten Canada's Wonderland, Cedar Point, Kings Island und Knott's Berry Farm an, dass sie im Frühjahr 2011 einen Mondial WindSeeker in ihr Angebot aufnehmen würden.
Der Bau der WindSeekers in Canada's Wonderland, Cedar Point und Kings Island begann Ende Oktober/Anfang November 2010. Dafür wurde die Jet Scream-Fahrt in Canada's Wonderland entfernt und Ocean Motion in Cedar Point an das ehemalige Gelände von Demon Drop verlegt. Der Baubeginn war etwa zur gleichen Zeit auf Knott's Berry Farm geplant, wo der Aussichtsturm Sky Cabin abgerissen werden sollte, um Platz für die WindSeekers zu schaffen. Am 7. Januar 2011 wurde jedoch bekannt gegeben, dass der WindSeeker nicht die Sky Cabin ersetzen, sondern im Abschnitt Fiesta Village des Parks aufgestellt werden würde. Die Arbeiten begannen fast unmittelbar nach dieser Ankündigung.

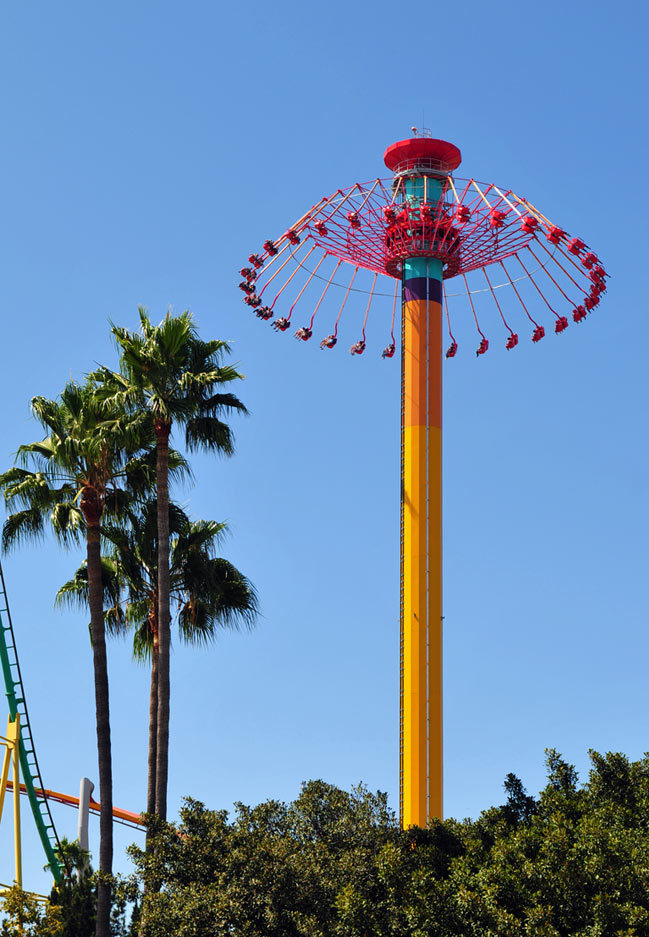
WindSeeker im kalifornischen Knott's Berry Farm

Ursprünglich sollte der WindSeeker auf Kings Island am 30. April 2011 als erstes eröffnet werden, die Eröffnung verzögerte sich jedoch wegen schlechten Wetters und fand schließlich am Morgen des 21. Juni 2011 statt. Es war der erste WindSeeker, der das „Fast Lane“-Programm nutzte.
Die Eröffnung des WindSeeker in Canada's Wonderland war ursprünglich für den 8. Mai 2011 geplant, eine Woche nach der von Kings Island. Nachdem bei Tests Probleme festgestellt wurden, kündigte Canada's Wonderland am 24. Mai 2011 auf seiner Facebook-Seite an, dass die Attraktion noch am selben Tag für die Öffentlichkeit geöffnet werden würde, wurde jedoch schnell wieder geschlossen, als weitere mechanische Probleme festgestellt wurden. Vom 24. Mai bis Mitte Juni 2011 war die Attraktion aufgrund verschiedener Probleme, die inzwischen größtenteils behoben wurden, zeitweise geschlossen. Anfang Oktober 2011 wurden die beim Modell Knott's Berry Farm verwendeten hydraulischen Dämpfer hinzugefügt, um die Schwingbewegung noch weiter zu reduzieren.
Die Eröffnung des WindSeeker in Cedar Point war ursprünglich für den 14. Mai 2011 geplant, zwei Wochen nach der Eröffnung von Kings Island. Nach fast einmonatigen Verzögerungen bei Bau und Tests aufgrund schlechten Wetters wurde die Anlage am 14. Juni 2011 eröffnet.
Vor der Entscheidung, die Sky Cabin bei Knott's Berry Farm zu belassen und den WindSeeker woanders aufzustellen, sollte der WindSeeker das gleiche Farbschema wie die anderen haben. Außerdem zeigen ursprüngliche Werbematerialien, dass anstelle des roten „UFO“ auf der Turmspitze ein großes violettes „K“ auf der Spitze der Attraktion angebracht werden sollte. Die Fahrt wurde Mitte August 2011 nach dreimonatiger Verzögerung eröffnet. Ende 2011 wurde Fast Lane auf dem Knott's Berry Farm WindSeeker verfügbar. Am 7. September kam es zu einem Stillstand der Attraktion für fast drei Stunden und am 19. September erneut für dreieinhalb Stunden oben auf dem Turm. Beide Vorfälle veranlassten Cedar Fair, alle anderen WindSeekers bis zum Abschluss einer internen Untersuchung zu schließen. Nach Abschluss der Untersuchung wurden alle WindSeekers wiedereröffnet, mit Ausnahme von Knott's Modell, das bis zum 11. Dezember 2013 demontiert und an Worlds of Fun geschickt wurde.
Im August 2011 gab es auf der Carowinds-Website sechs verschiedene QR-Codes, von denen jeder den Benutzer zu einer Website führte, die einen Hinweis darauf gab, welche Attraktion 2012 es sein könnte. Als alle sechs Hinweise zusammengesetzt wurden, ergaben sie ein Bild mit der Aufschrift “Voiceless it cries, wingless flutters, toothless bites, mouthless mutters, fun soars to new heights... August 24” (deutsch: „Stimmlos schreit es, flügellos flattert, zahnlos beißt, mundlos murmelt, der Spaß erreicht neue Höhen … 24. August“). Am 24. August 2011 wurde offiziell bekannt gegeben, dass Carowinds den fünften WindSeeker erhalten würde, und am 1. September 2011 gab Kings Dominion offiziell bekannt, dass der sechste 2012 im Park eröffnet werden würde. Die WindSeekers in Carowinds und Kings Dominion sehen genauso aus wie die in Canada's Wonderland, Cedar Point und Kings Island und wurden 2012 eröffnet. Ihr Bau begann Anfang November 2011, nachdem die Parks für die Saison geschlossen wurden.In Carowinds wurde während der Bauarbeiten ein Teil des Sees in der Nähe von Nighthawk aufgefüllt, um Platz für die große Stellfläche der Bahn zu schaffen. In Kings Dominion wurde El Dorado am Ende der Saison 2011 entfernt, um Platz für WindSeeker zu schaffen. Ähnlich wie El Dorado würde WindSeeker an derselben Stelle stehen wie Hypersonic XLC. Das erste WindSeeker-Turmstück wurde dort am 20. Januar 2012 und bei Carowinds am 23. Januar 2012 installiert.
Am 30. August 2013 gab Worlds of Fun bekannt, dass sie SteelHawk, den verlegten WindSeeker von Knott's Berry Farm, hinzufügen würden.

## Einzelnachweis
1. ↑  Wind Seeker. Mondial, archiviert vom Original (nicht mehr online verfügbar) am 24. April 2012; abgerufen am 23. April 2012 (englisch).
2. 1 2  Garret Haake: Planned Worlds of Fun attraction has checkered past. In: KSHB. 30. August 2013, archiviert vom Original (nicht mehr online verfügbar) am 3. September 2013; abgerufen am 31. August 2013 (englisch).
3. 1 2  Robert Taylor: Wind Seeker at Canada's Wonderland Not Actually Open. In: COASTER-net.com. 1. Juni 2011, archiviert vom Original am 19. Dezember 2011; abgerufen am 25. Januar 2012 (englisch).
4. ↑  Nick Sim: WindSeeker tower ride back open at Canada's Wonderland. In: Theme Park Tourist. 10. Juni 2011, archiviert vom Original am 14. Juni 2011; abgerufen am 25. Februar 2012 (englisch).
5. 1 2  Tom Jackson: WindSeeker takes flight. In: Sandusky Register. 14. Juni 2011, archiviert vom Original am 18. Mai 2011; abgerufen am 15. Juni 2011 (englisch).
6. 1 2  Kings Island's new Windseeker ride to open today. In: Business Courier. BizJournals, 21. Juni 2011, abgerufen am 28. Juni 2011 (englisch).
7. 1 2  Windseeker ride opens at Knott's Berry Farm. In: KABC-TV. 24. August 2011, abgerufen am 25. Februar 2012 (englisch).
8. 1 2  PREVIEW CALENDAR: Dance, comedy, special events and theme park listings for Aug. 11–17. In: North County Times. 11. August 2011, abgerufen am 12. August 2011 (englisch).
9. ↑  Carowinds Open for the 2012 Season on March 31. In: Yahoo Finance. 31. März 2012, ehemals im Original (nicht mehr online verfügbar); abgerufen am 1. April 2012 (englisch). (Seite nicht mehr abrufbar. Suche in Webarchiven)
10. ↑  Peter Bacqué: Kings Dominion's new attractions on schedule. In: Times-Dispatch. 22. September 2012, archiviert vom Original (nicht mehr online verfügbar) am 10. April 2012; abgerufen am 6. März 2012 (englisch).
11. 1 2  Brady MacDonald: Problems at Knott's Berry Farm force ride closures nationwide. In: Los Angeles Times. 21. September 2012, abgerufen am 22. September 2012 (englisch).
12. ↑  Cleve Wootson: Carowinds ride dysfunctions, stranding dozens. In: Charlotte Observer. 28. Juli 2013, archiviert vom Original (nicht mehr online verfügbar) am 21. Februar 2014; abgerufen am 28. Juli 2013 (englisch).
13. 1 2  WindSeeker. In: Knott's Berry Farm. Ehemals im Original (nicht mehr online verfügbar); abgerufen am 14. Februar 2012 (englisch). (Seite nicht mehr abrufbar. Suche in Webarchiven)
14. ↑  Wonderland gets WindSeeker ride despite lawsuit. In: Canadian Broadcasting Corporation. 26. August 2010, abgerufen am 28. Juni 2011 (englisch).
15. ↑  Kings Island to add Windseeker ride. In: Business First. BizJournals, 24. August 2010, abgerufen am 28. Juni 2011 (englisch).
16. ↑  Tony Brown: New ride at Cedar Point tops out at 301 feet, but (alas!) it's not a roller coaster. In: Cleveland. 25. August 2010, abgerufen am 28. Juni 2011 (englisch).
17. 1 2  Brady MacDonald: WindSeeker thrill ride to alter Knott's Berry Farm skyline in 2011. In: Los Angeles Times. 24. August 2010, archiviert vom Original am 26. Mai 2011; abgerufen am 28. Juni 2011 (englisch).
18. ↑  WindSeeker. In: Cedar Point. Abgerufen am 14. Februar 2012 (englisch).
19. 1 2  Windseeker. In: Kings Island. Abgerufen am 14. Februar 2012 (englisch).
20. ↑  WindSeeker. In: Canada's Wonderland. Abgerufen am 14. Februar 2012 (englisch).
21. ↑  Brady MacDonald: Knott's Berry Farm to relocate WindSeeker thrill ride, delaying launch. In: Los Angeles Times. 7. Januar 2011, abgerufen am 28. Juni 2011 (englisch).
22. ↑  Michael Mello: Work begins on new Knott's ride. In: The Orange County Register. 7. Januar 2011, archiviert vom Original (nicht mehr online verfügbar) am 11. Januar 2011; abgerufen am 9. Januar 2011 (englisch).
23. ↑  Justin McClelland: 301-foot tall WindSeeker is Kings Island's newest ride. In: Middletown Journal. 8. Januar 2011, archiviert vom Original (nicht mehr online verfügbar) am 27. Dezember 2010; abgerufen am 18. April 2011 (englisch).
24. ↑  Kings Islands' Windseeker won't open with park. In: Business Courier. BizJournals, 29. April 2011, abgerufen am 28. Juni 2011 (englisch).
25. ↑  Adam Martin-Robbins: Ride Nearly Ready to Fly. In: York Region. 26. Mai 2011, archiviert vom Original am 29. Mai 2011; abgerufen am 29. Mai 2011 (englisch).
26. ↑  Canada's Wonderland: Canada's Wonderland Announces Windseeker open. In: Facebook. 24. Mai 2011, abgerufen am 24. Juni 2011 (englisch).
27. ↑  Canada's Wonderland Adds Better Dampers. In: Theme Park Review. 10. Oktober 2011, abgerufen am 14. Oktober 2011 (englisch).
28. ↑  Tom Jackson: WindSeeker won't fly on park's opening. In: Sandusky Register. 6. Mai 2011, archiviert vom Original am 9. Mai 2011; abgerufen am 8. Mai 2011 (englisch).
29. ↑  Justice: More Windseeker News. In: Park Thoughts. Abgerufen am 9. Februar 2012 (englisch).
30. ↑  Nick Sim: Rumor: Knott's Berry Farm's Sky Cabin to get reprieve as Windseeker moved. In: Theme Park Tourist. 6. Januar 2011, archiviert vom Original am 7. Januar 2011; abgerufen am 14. Februar 2012 (englisch).
31. ↑  Screamscape: And it's gone... RT @I305Evan: @screamscape Knott's Berry Farm's WindSeeker is now fully disassembled... In: Twitter. 11. Dezember 2013, abgerufen am 11. Dezember 2013 (englisch).
32. ↑  Lance Hart: Carowinds. In: Screamscape. 3. August 2011, abgerufen am 29. Februar 2012 (englisch).
33. ↑  Lance Hart: Carowinds WindSeeker Riddle. In: Screamscape. 3. August 2011, archiviert vom Original (nicht mehr online verfügbar) am 31. August 2011; abgerufen am 24. August 2011 (englisch).
34. 1 2  Carowinds WindSeeker. In: Carowinds. Abgerufen am 24. August 2011 (englisch).
35. 1 2  Cedar Fair (Carowinds): WindSeeker Takes Flight at Carowinds in 2012. In: PR Newswire. 24. August 2011, abgerufen am 24. August 2011 (englisch).
36. 1 2  WindSeeker. In: Kings Dominion. Archiviert vom Original (nicht mehr online verfügbar) am 4. Februar 2012; abgerufen am 1. September 2011 (englisch).
37. ↑  Kings Dominion WindSeeker Announced. In: Kings Dominion. 1. September 2011, abgerufen am 1. September 2011 (englisch).
38. ↑  Kings Dominion set to remove El Dorado at end of 2011 season. In: Theme Park Tourist. 29. August 2011, archiviert vom Original am 23. April 2012; abgerufen am 8. Oktober 2011 (englisch).
39. ↑  Andrew Stilwell: A-Z Coaster Of The Week: Hypersonic XLC. In: Coaster101. 7. November 2016, abgerufen am 16. Februar 2021 (englisch).
40. ↑  Tim Engle: Worlds of Fun to add SteelHawk thrill ride. In: The Kansas City Star. 30. August 2013, archiviert vom Original am 1. September 2013; abgerufen am 31. August 2013 (englisch).